# Hugh Alexander Kennedy
Hugh Alexander Kennedy (22. srpna 1809, Madrás, Indie – 22. října 1878, Reading, Berkshire) byl britský armádní kapitán a anglický šachový mistr, jeden z nejlepších londýnských šachistů své doby. Roku 1842 založil první šachový klub v Brightonu.
Z Kennedyho šachových výsledků lze jmenovat:
- roku 1844 prohru v zápase s Howardem Stauntonem v poměru 3:8,[4]
- roku 1845 účast na dvou telegrafických partiích,[5][6], ve kterých hrál v Liverpoolu společně Howardem Stauntonem proti týmu v Londýně složenému z Henryho Thomase Buckleho, Georgeho Walkera, Williama Davise Evanse, Georga Perigala1 a Williama Josiaha Tucketta1, přičemž se Stauntonem jednu partii remizovali a jednu prohráli,
- roku 1846 prohru v zápase s Eliahem Williamsem v Londýně 2:4 (=0),[7]
- roku 1849 prohru rovněž v Londýně s Eduardem Löwem 6:7 (=1),[7]
- účast na šachovém turnaji v Londýně roku 1851,[8] kde skončil šestý. V prvním kole porazil Karla Mayeta 2:0, ale v druhém prohrál s pozdějším finalistou Marmadukem Wyvillem 3:4 (=1). V zápasech o páté až osmé místo nejprve porazil J. R. Mucklowa1 4:0, ale pak prohrál s Józsefem Szénem 0:4 (=1).